# Świecie nasz
Świecie nasz – antologia albumów Marka Grechuty wydana w roku 2000 i ponownie w 2005. W pierwszej edycji składała się z 13 płyt, w drugiej z 15. W antologii znalazły się wszystkie albumy studyjne Marka Grechuty uzupełnione o nagrania dodatkowe, m.in. radiowe i singlowe wersje utworów, wykonania koncertowe i nagrania wcześniej nie publikowane. Na płytę Serce trafiły nagrania z koncertu-benefisu Dar serca z roku 1998, a na płytę Godzina miłowania (w wydaniu z 2005) niepublikowane dotąd nagrania. Wszystkie płyty z antologii ukazywały się także osobno.
Redaktorem wydania i autorem obszernej książeczki był Daniel Wyszogrodzki.
Kompilacja otrzymała w 2001 Nagrodę Muzyczną Fryderyk w kategorii „najlepsza reedycja”.
W 2007 box set uzyskał status trzykrotnie platynowej płyty.

## Zawartość antologii
1. Marek Grechuta & Anawa (1970)
2. Korowód (1971)
3. Droga za widnokres (1972)
4. Magia obłoków (1974)
5. Szalona lokomotywa (1977)
6. Pieśni Marka Grechuty do słów Tadeusza Nowaka (1979)
7. Śpiewające obrazy (1981)
8. W malinowym chruśniaku (1984)
9. Wiosna – ach to ty (1987)
10. Krajobraz pełen nadziei (1989)
11. Piosenki dla dzieci i rodziców (1991)
12. Dziesięć ważnych słów (1994)
13. Serce (1998)
14. Niezwykłe miejsca (2003) /wyłącznie w edycji z 2005/
15. Godzina miłowania (2005) /wyłącznie w edycji z 2005/